# Kapelle Schuttorf (Kirchhoven)
Koordinaten: 51° 4′ 40″ N, 6° 3′ 59″ O
Die Kapelle Schuttorf befindet sich im Ortsteil Kirchhoven der Stadt Heinsberg in Nordrhein-Westfalen.

## Lage
Die Kapelle steht im Ortsteil Kirchhoven-Schuttorf. Sie wurde dem hl. Donatus geweiht, da an dieser Stelle der Blitz schon mehrmals eingeschlagen sei. Die Kapelle wird auch als Prozessionskapelle genutzt.

## Vorgeschichte
Die Bürgermeisterei Kirchhoven setzte sich um 1830 wie folgt zusammen. Das Kirchdorf Kirchhoven und die Dörfer Entebruch, Heuchden, Leick, Lumbach, Schutdorf und Finne. Dazu noch einige Gehöfte und Weiler. Alle Dörfer gehörten zu einer Bürgermeisterei, waren aber in sich eigene Dorf- und Lebensgemeinschaften. Auf der Tranchotkarte von 1803 bis 1820 sind die einzelnen Dörfer gut erkennbar. Als Zeichen eines tiefen Glaubens und einer engen Zusammengehörigkeit entstanden in den Orten kleine Kapellen, Kruzifixe und Bildstöcke. So entstand in Schuttorf diese Kapelle.

## Geschichte
Die Kapelle Schuttorf wurde zwischen 1920 und 1930 errichtet. Bauherr war Hubert Laumen aus Schuttorf. Die Bauarbeiten wurden von ortsansässigen Unternehmen durchgeführt. In den Jahren 2013/2014 wurden und werden Renovierungsarbeiten durchgeführt. Nach dem Diebstahl der Donatusfigur wurde der Eingangsbereich verändert.

## Architektur
Bei dem Gebäude handelt es sich um einen Backsteinbau mit einer spitzbogigen Öffnung. Die Kapelle ist an einer Hauswand angebaut. Das zeltartige Dach ist mit Schiefer beschlagen. In der Rückwand befindet sich eine Figurennische, in der ein Kruzifix steht.

## Ausstattung
- Im Eingangsbereich ist eine schmiedeeiserne Gittertüre angebracht.

## Galerie

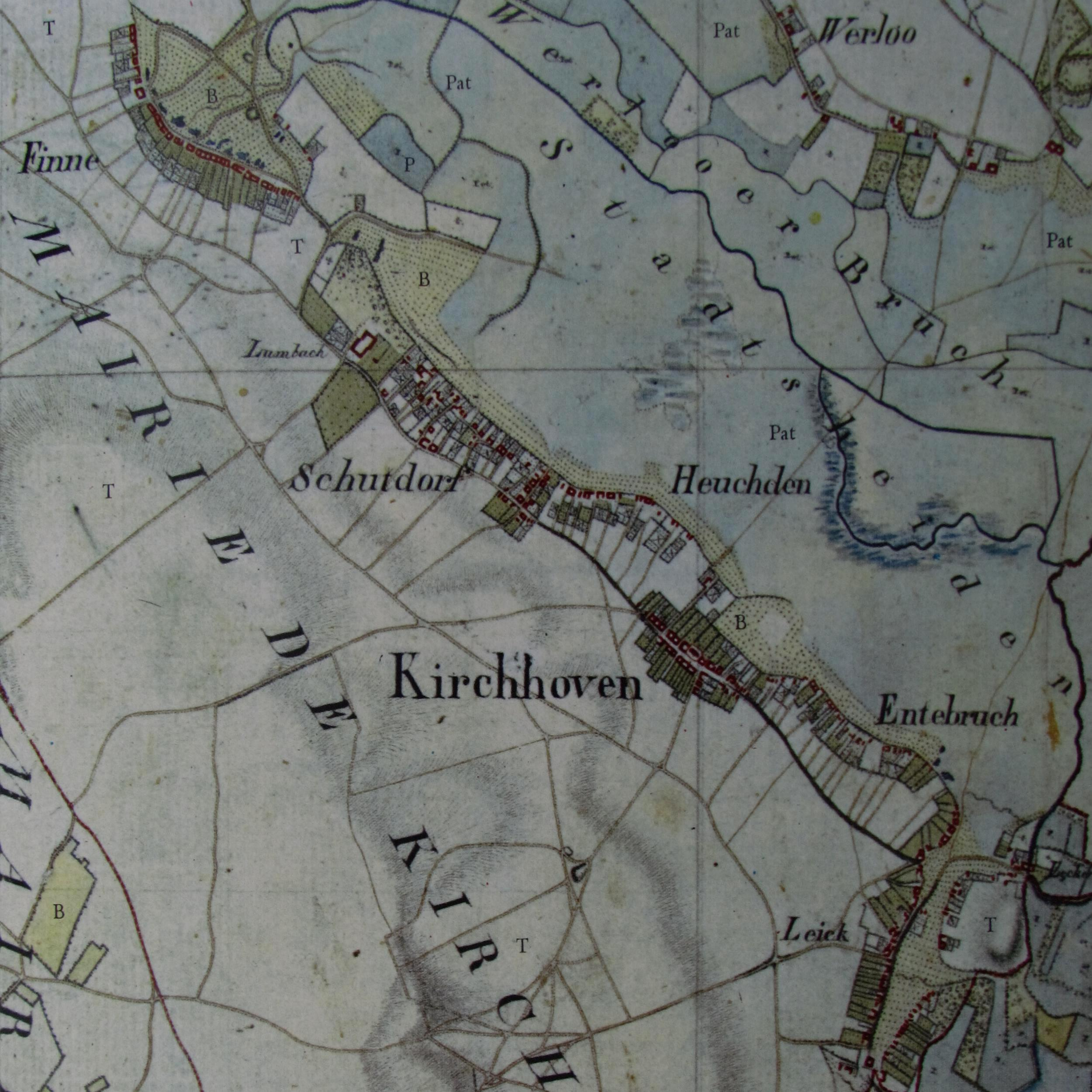
Tranchotkarte 1803–1820
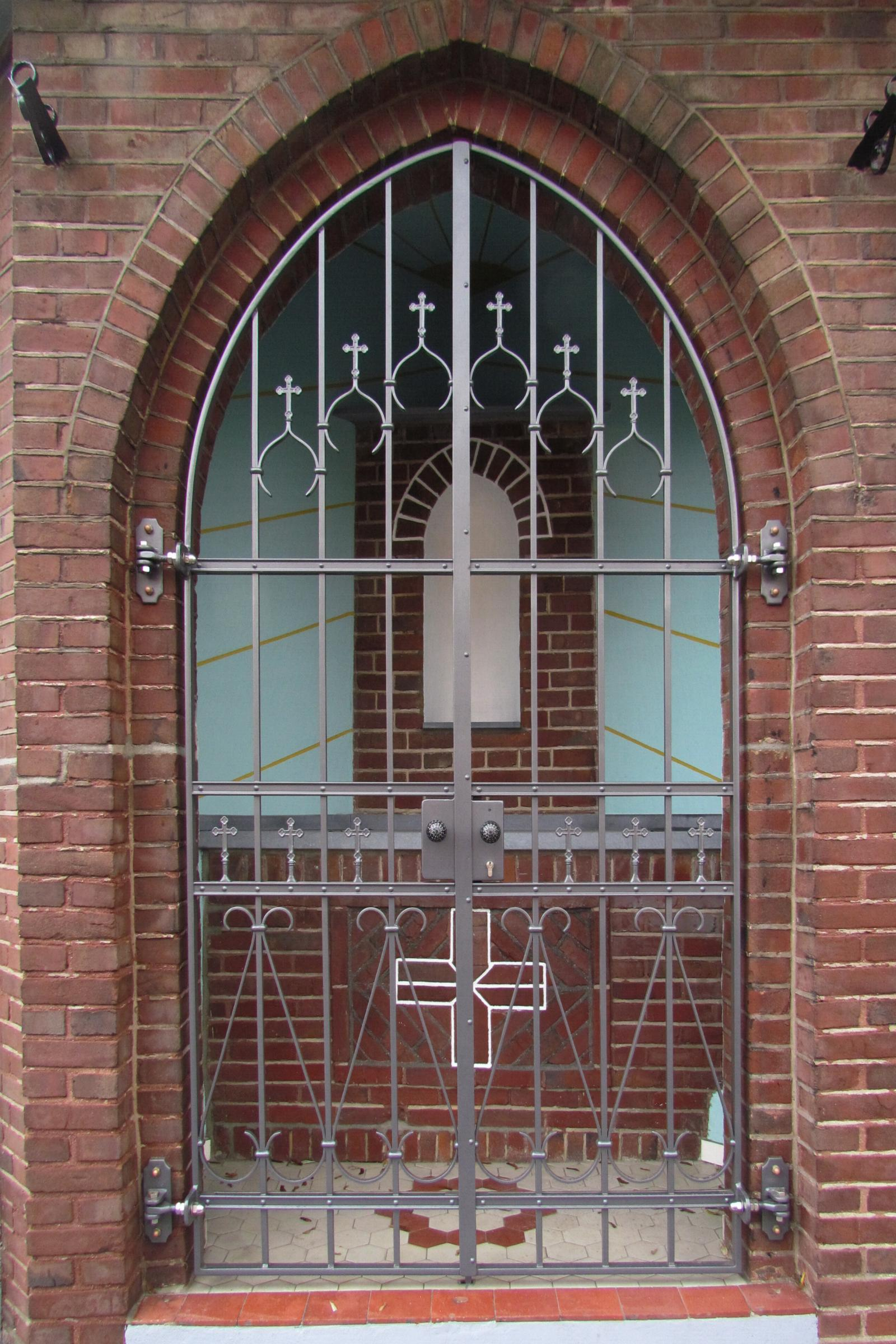
Innenansicht
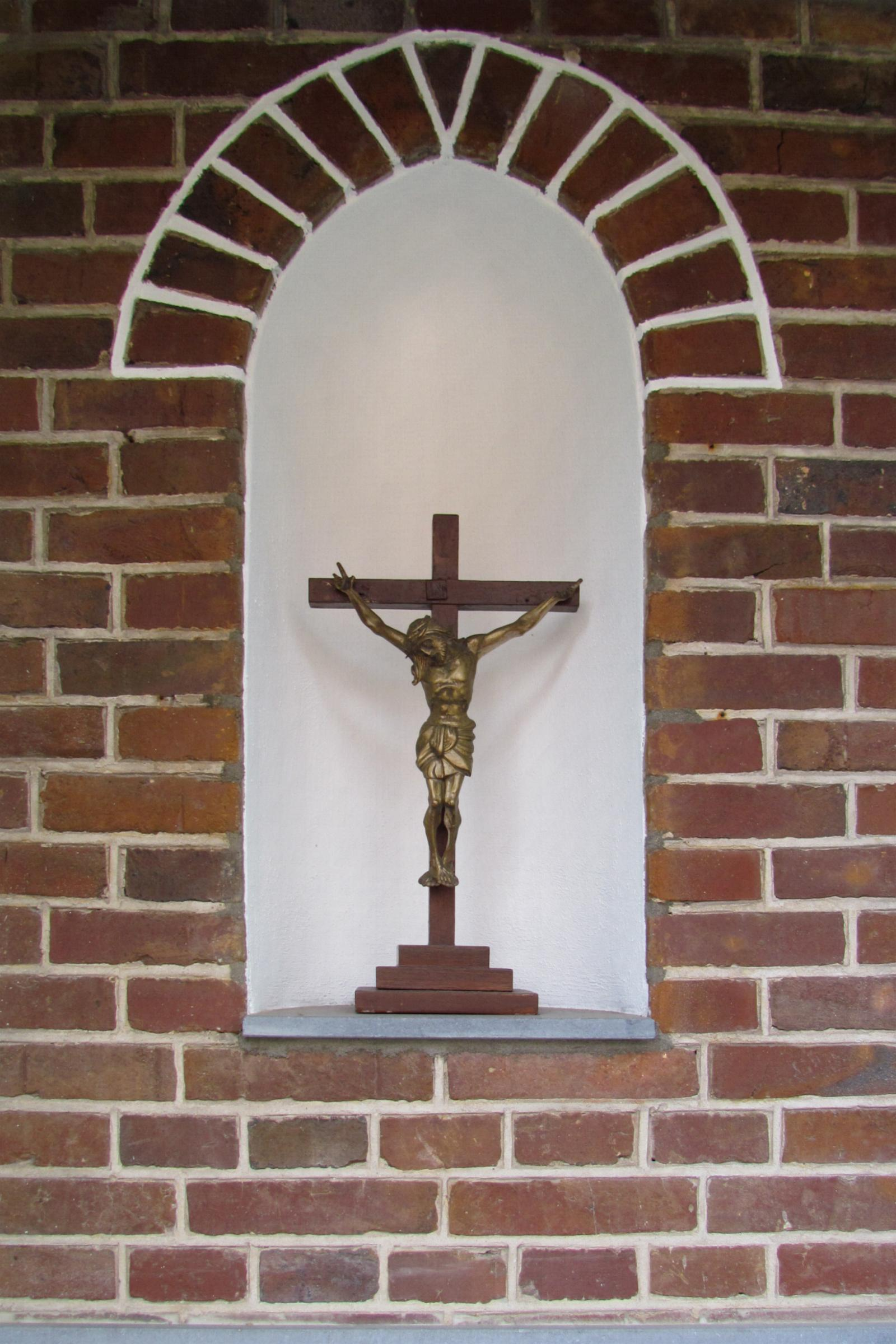
Kruzifix
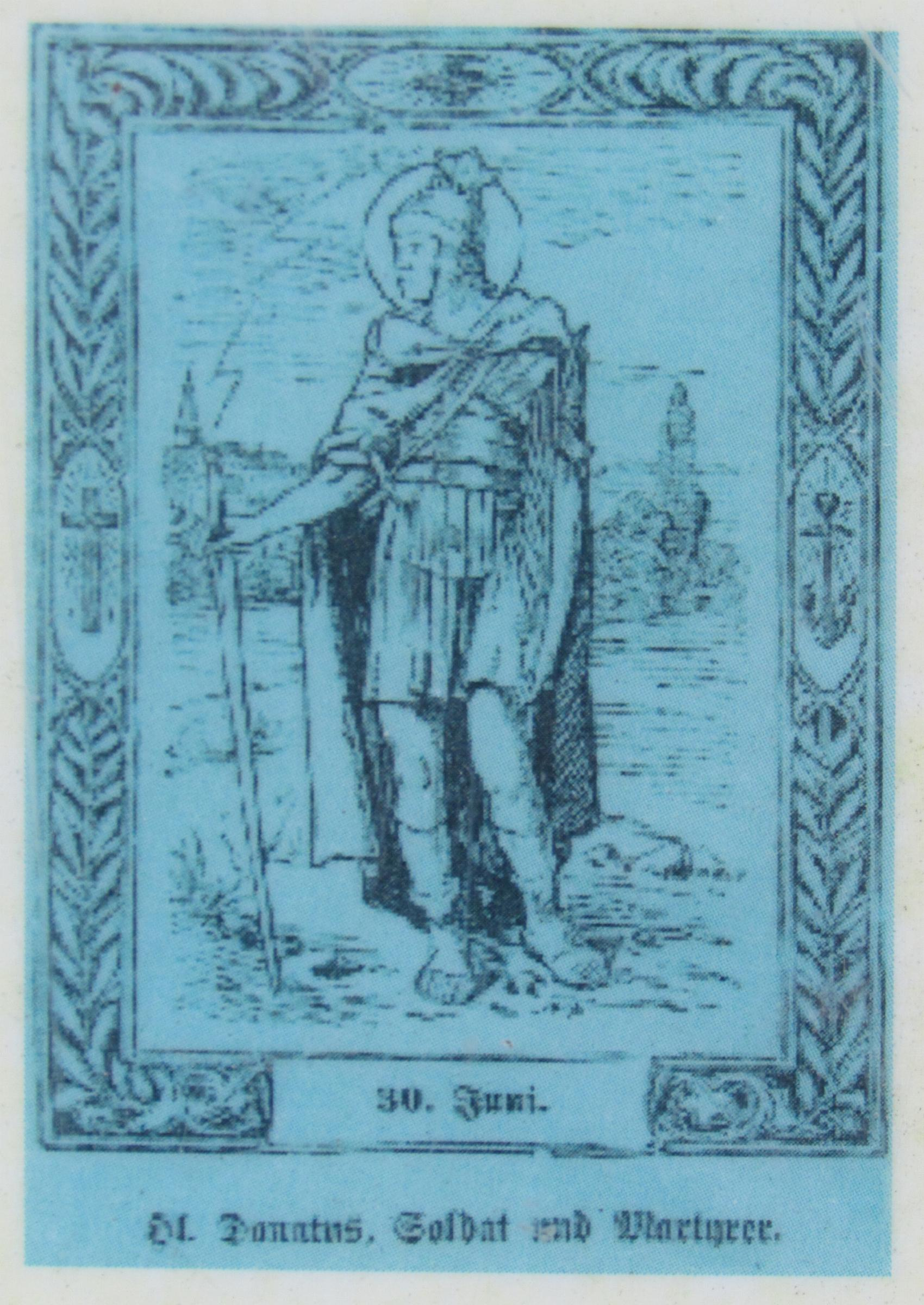
Hl. Donatus
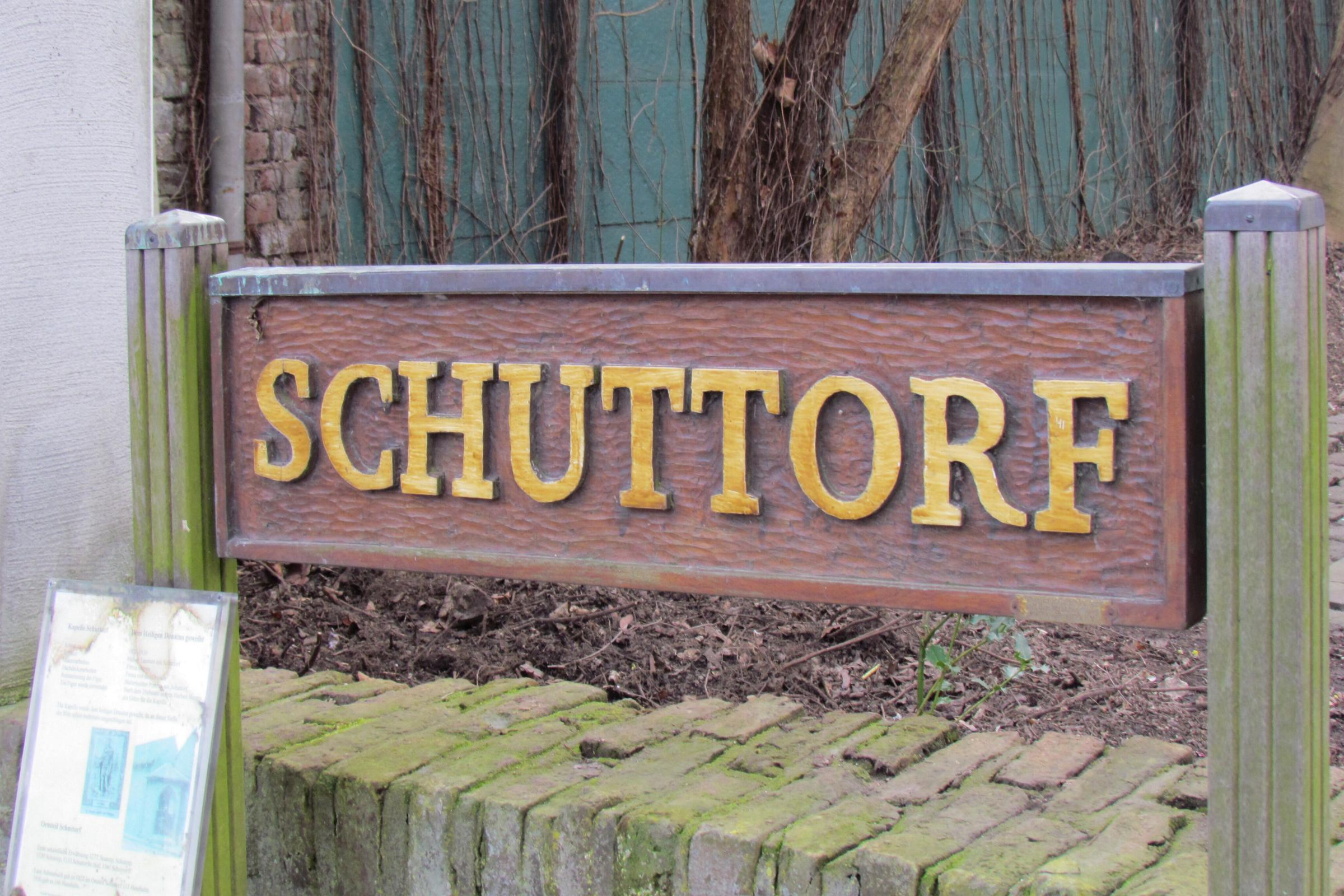
Namensschild